# スポデク
スポデク（Spodek）は、ポーランド・カトヴィツェに所在する多目的アリーナ。

## 概要
スポデクは1964年に建設が始まるも途中工事の中断があり、1971年に完成。2014年にクラクフ・アリーナが完成するまではポーランド最大のアリーナとなっていた。
現在はeスポーツの大会インテル・エクストリーム・マスターズが毎年当地で開催されている。
2014・22年にはFIVB男子世界選手権が当地で開催。

## ギャラリー

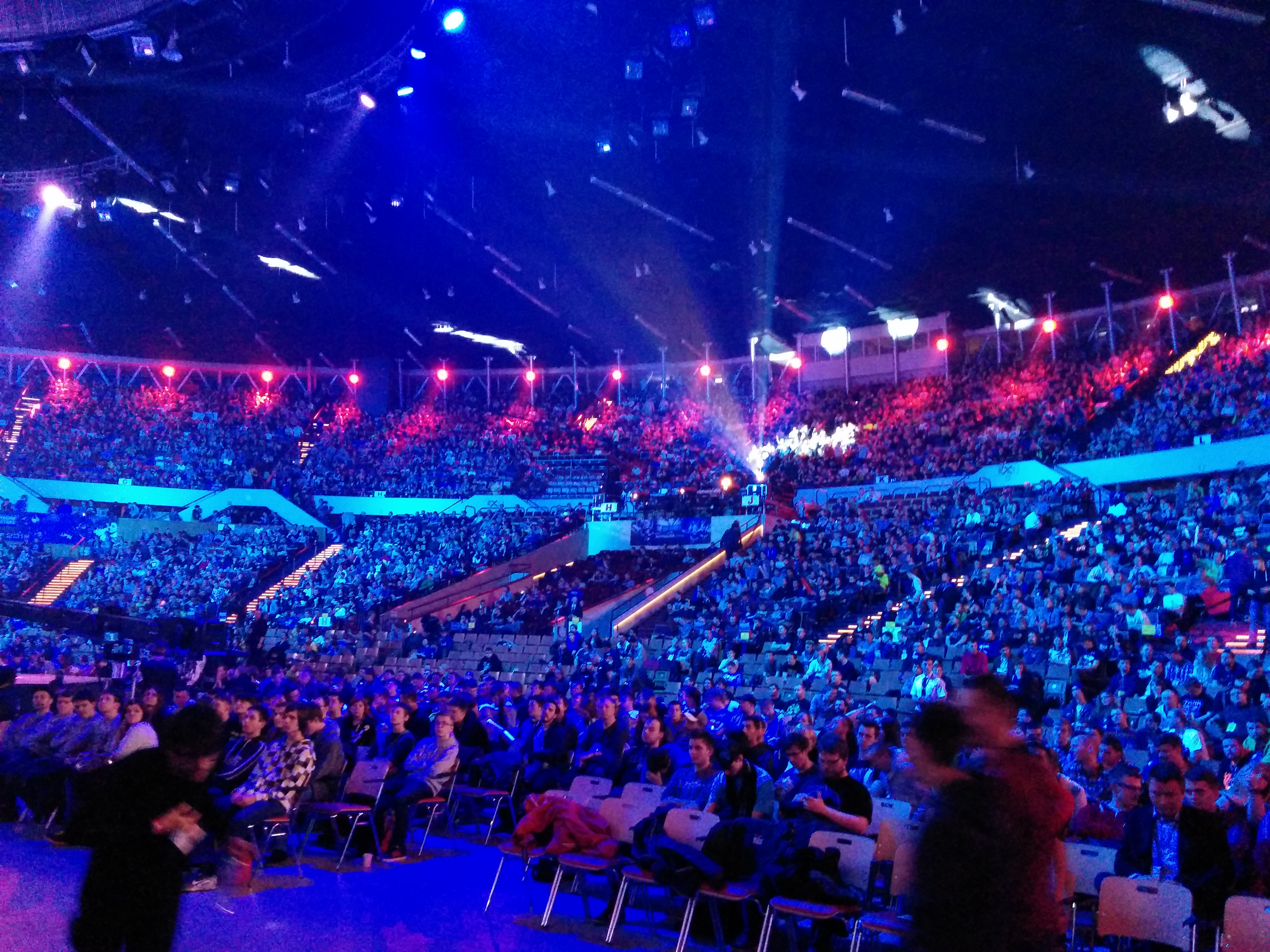
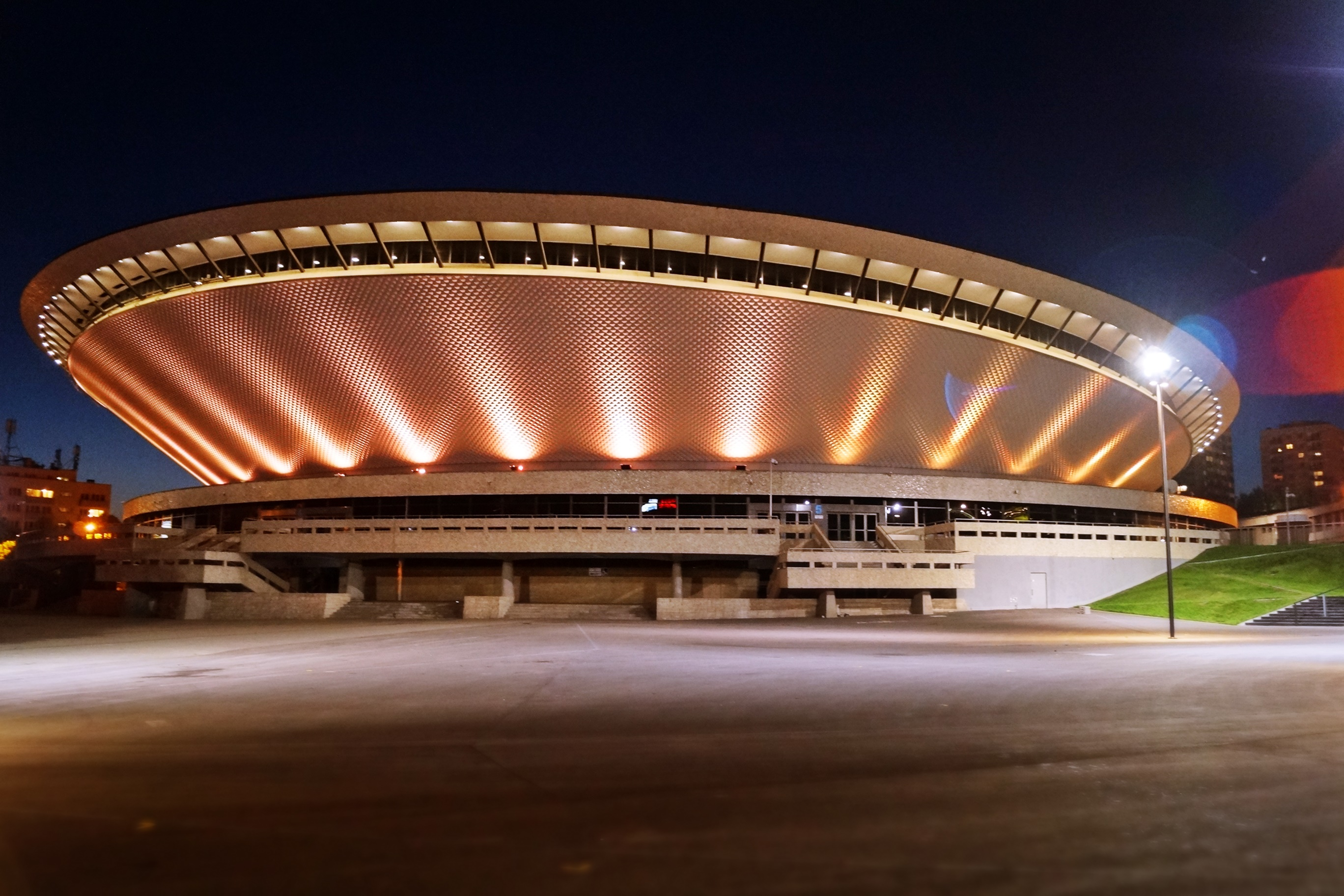
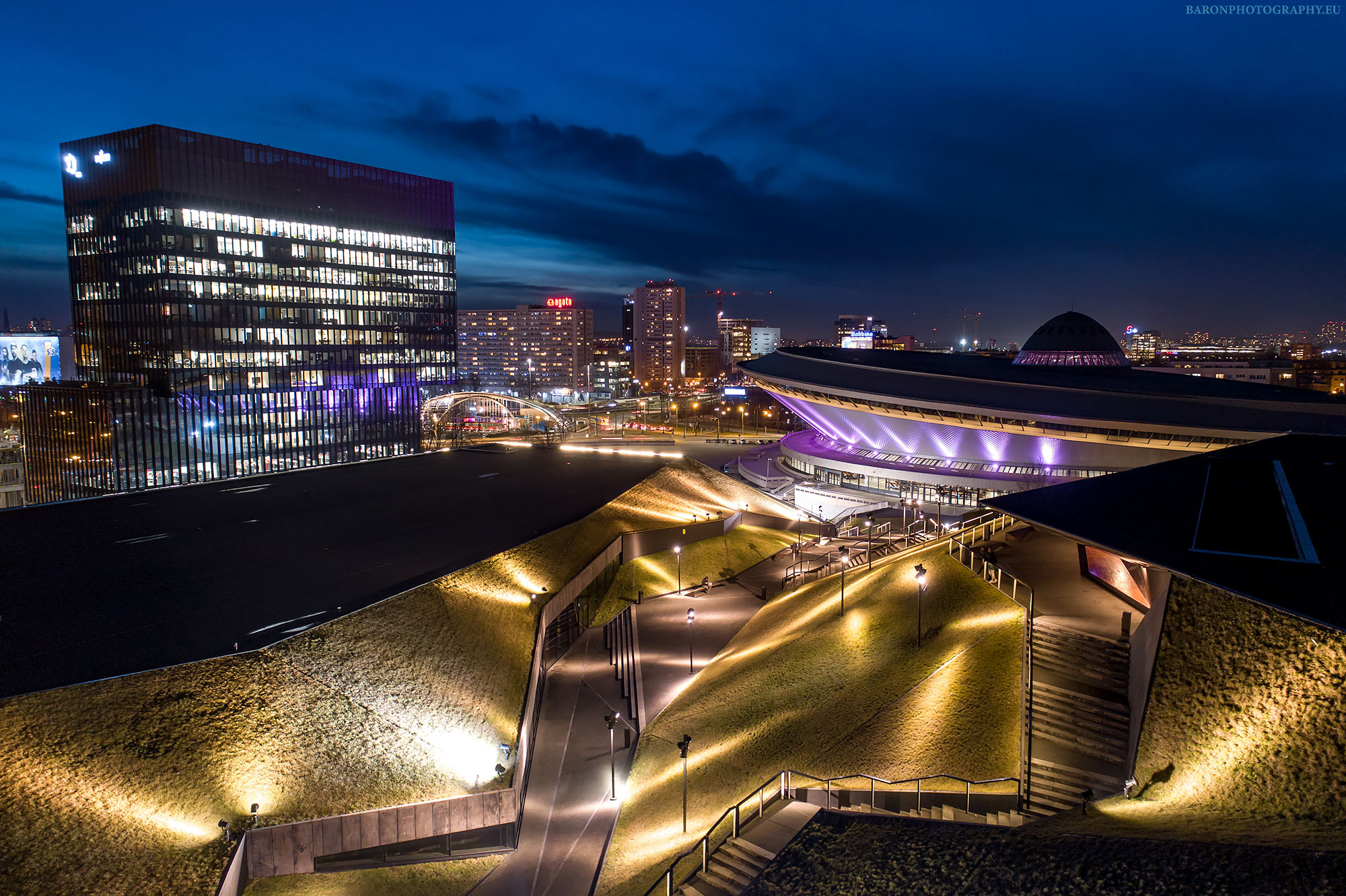
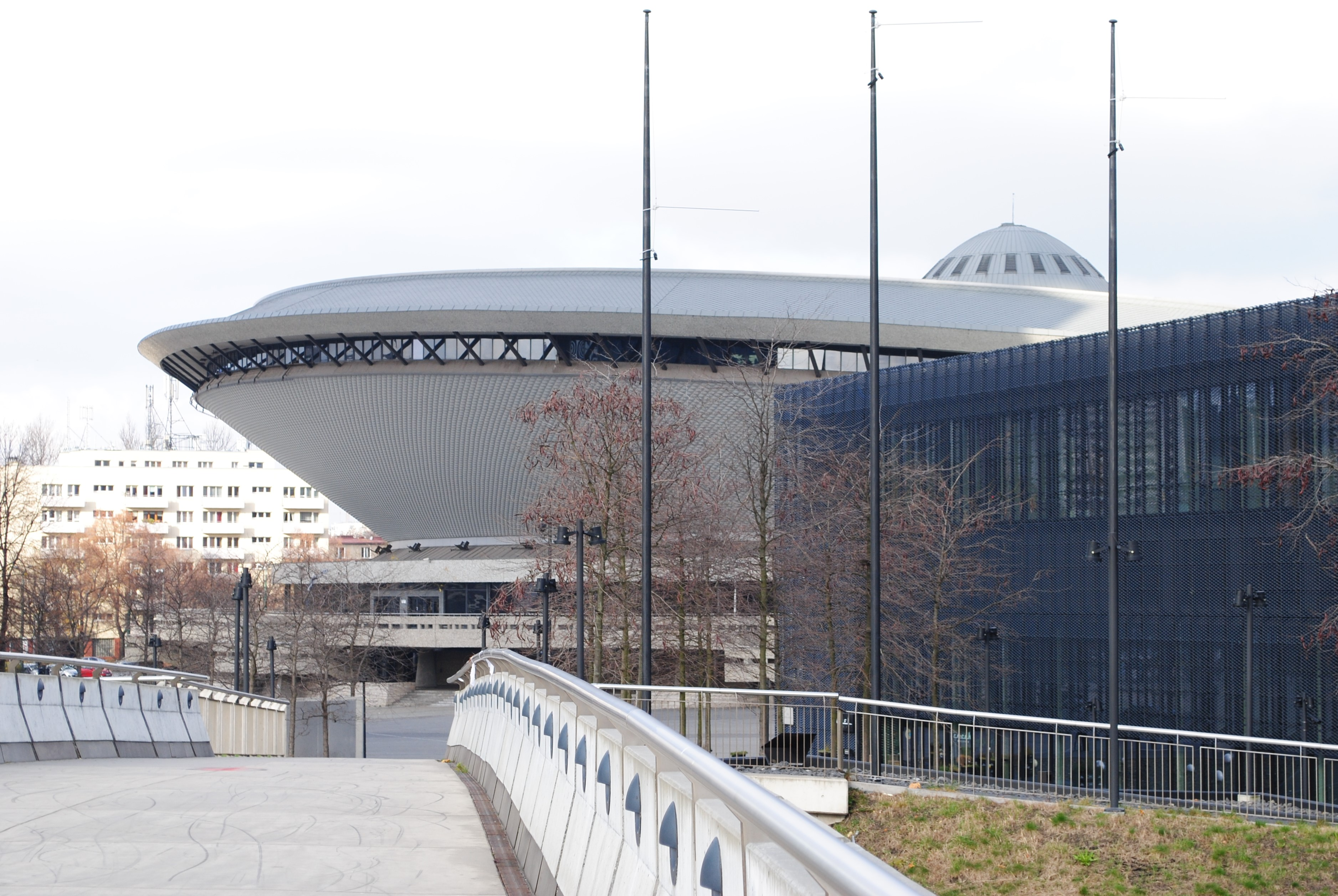
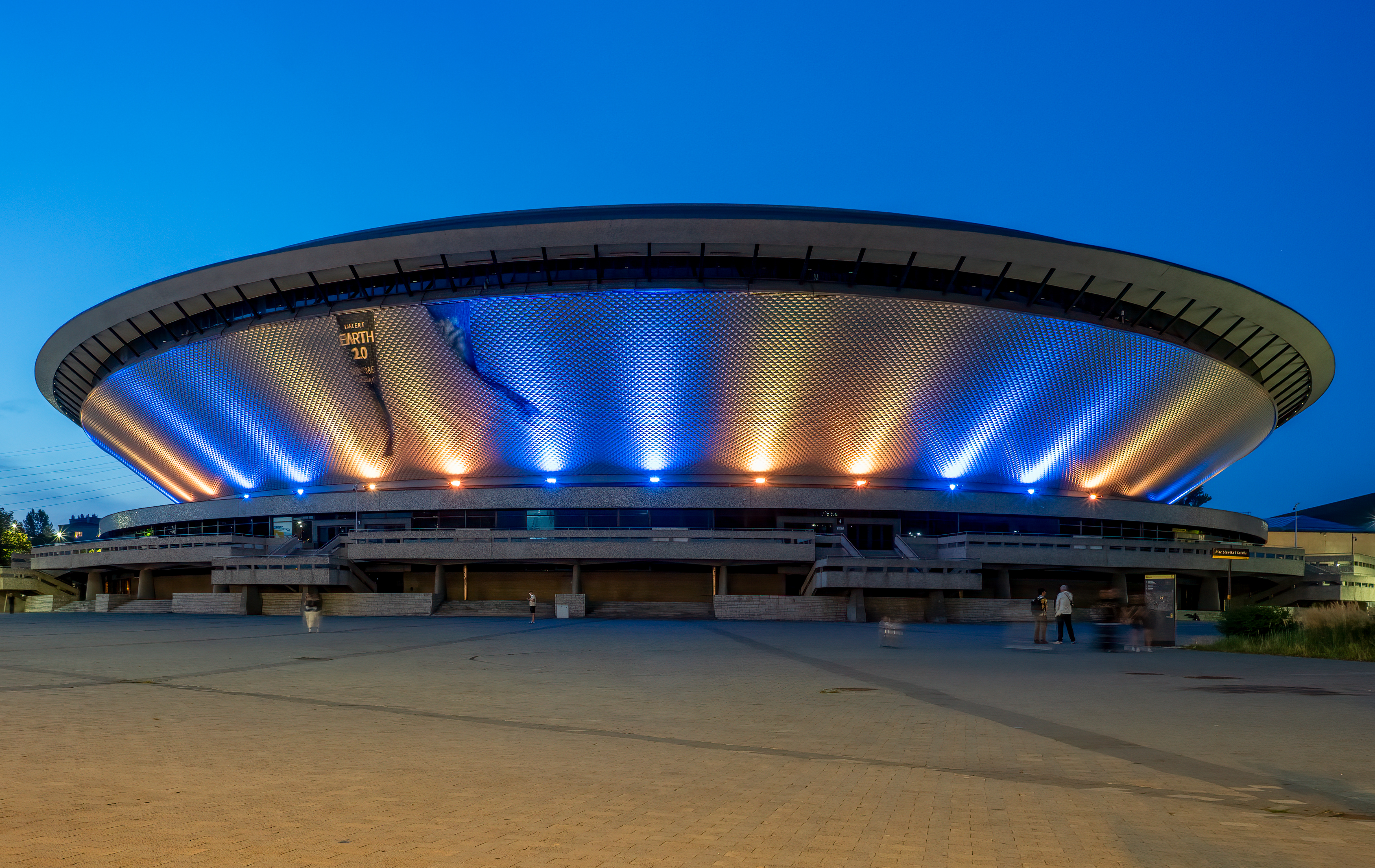